# Udaipur (distrikt)
Udaipur är ett distrikt i den indiska delstaten Rajasthan. Den administrativa huvudorten är staden Udaipur. Distriktets befolkningen uppgick till 2 633 312 invånare vid folkräkningen 2001, på en yta av 13 419 km².
Udaipur var förr en vasallstat och gick även under namnet Mewar. Regentlängden för detta rike börjar enligt legenden 566 med Raja Gohil, en rajput, vilkens sentida efterträdare Rana Hamir Singh (1326-1364) var den som antog titeln Maharana. Denne potentat kom av hinduerna att anses som den främste av landets alla furstar, då de trodde honom vara en ättling till guden Rama.

## Administrativ indelning
Distriktet är indelat i tio tehsil, en kommunliknande administrativ enhet:
- Dhariawad
- Girwa
- Gogunda
- Jhadol
- Kherwara
- Kotra
- Mavli
- Salumbar
- Sarada
- Vallabhnagar

## Urbanisering
Distriktets urbaniseringsgrad uppgick till 18,62 % vid folkräkningen 2001. Den största staden är huvudorten Udaipur. Ytterligare nio samhällen har urban status:
- Bhalariya, Bhinder, Dhariawad, Fatehnagar, Kānor, Kherwara Chhaoni, Newa Talai, Rikhabdeo, Salumbar